# Вальдрах
Вальдрах (нім. Waldrach) — громада в Німеччині, розташована в землі Рейнланд-Пфальц. Входить до складу району Трір-Саарбург. Складова частина об'єднання громад Рувер.
Площа — 12,45 км2. Населення становить 2052 ос. (станом на 31 грудня 2020).